# Ulica Tadeusza Kościuszki w Poznaniu
Ulica Tadeusza Kościuszki – ulica w Poznaniu biegnąca przez Centrum (Osiedle Stare Miasto), równolegle do Al. Niepodległości. Do 1919 nosiła nazwę Muellerwall, 1919–1939: Wały Kościuszki, 1939-1945: Oberwall, Niederwall, od 1945: Tadeusza Kościuszki.

## Ważniejsze obiekty położone przy ulicy
- Zamek Cesarski
- Collegium Martineum
- Budynek Poczty Głównej

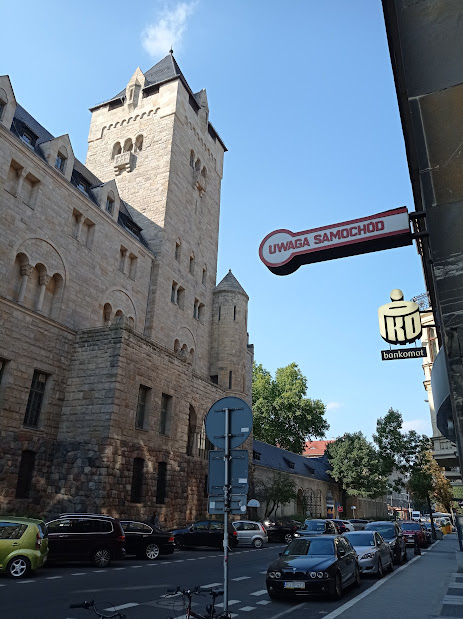
Zamek Cesarski przy ul. Kościuszki, Poznań

- Collegium Altum Uniwersytetu Ekonomicznego
- Stary Browar
- Andersia Tower z Bramą Czasu
- Tylny gmach Urzędu Wojewódzkiego
- Kościół Najświętszej Maryi Panny Królowej Różańca Świętego
- Aleja kasztanowców, pomnik przyrody